# Meteorologiåret 1972

## Händelser

### Januari
- 14-15 januari – I Loma, Montana, USA sätts med 103°F (57.2°C) nytt amerikanskt rekord för temperaturförändring inom 24 timmar [1].
- 24 januari - Minnesota, USA drabbas av en svår snöstorm. Skolorna stänger, bussarna fastnar och människor söker skydd på bondgårdarnas boningsshus [2].

### Februari
- 9 februari - En snöstorm i Iran upphör efter sju dagar, då 26 fot snö begravt byar i nordvästra, centrala och södra Iran. Uppskattningsvis dödas 4 000 personer, främst i området kring Ardakan.[3].
- 10 februari - I Calama, Chile där det sägs att inget regn fallit "på över 400 år", regnar det till slut och orsakar lerskred.[4]
- 26 februari - Klockan 08.05 ger en damm vika för regn, och skickar 132 000 000 gallon kol och vatten in över samhällena i Logan Country, West Virginia, USA.  125 personer dödas i översvämningen.[5]

### Mars
3 mars - En snöstorm gör att pendelflygplanet Mohawk Airlines Flight 405 klockan 18.48 kraschar in i ett hus på Edgewood Avenue i Albany, New York, USA och dödar 16 av 47 personer i flygplanet, och en person i en lägenhet på andra våningen i huset .

### April
- 5 april - En tornado dödar sex personer i Vancouver, Washingtoni USA. Stormen skadar 70 barn vid at Vancouver's Ogden Elementary School, men ingen dödligt.[7]

### Maj
- 12 maj - En översvämning i staden New Braunfels, Texas, USA dödar 8 personer.[8]

### Juni
- 8 juni – 8 inch regn faller över Madelia Township i Minnesota, USA på sju timmar [9].
- 23 juni - Orkanen Agnes har blivit nedgraderad till tropsik storm efter att ha nått Florida, USA den 19 juni 19, men tillsammans med existerande stormar i nordöstra USA skapas rekordregn och översvämningar. 118 personer dödas, och 370 000 blir hemlösa. Fem USA:s delstater, New York, Pennsylvania, Maryland, Virginia och Florida, förklaras som katastrofområden.[10]
- 24 juni – Frost i östra Minnesota, USA [9].

### Juli
- Juli - Den franska stationen Dumont d'Urville i Antarktis uppmäter en vindhastighet på 327 km/h, vilket är rekord för jorden.
- 2 juli – Temperaturer vid fryspunkten uppmäts i Minnesota, USA [11].
- 6 juli - Den högsta minimitemperatur som registrerats i Norrland, Sverige uppmäts i Rödkallen i Bottenviken [12].
- 15 juli – Marktemperaturen i Death Valley i Kalifornien, USA når vid Furnace Creek rekordhöga 201 °F (+ 95°C) denna dag, då lufttemperaturen är 128 °F.[13].
- 12 juli – 10.84 inch nederbörd faller inom 24 timmar över Fort Ripley i Minnesota, USA vilket innebär nytt Minnesota-rekord [11].
- 26 juli – 122 millimeter nederbörd faller över Mörbylånga på den svenska ön Öland innebär öländskt dygnsnederbördsrekord [14].

### Augusti
- 27 augusti - En sandstorm i Kern County i Kalifornien leder till två olika kollisioner med flera inblandade, där sju personer dödas och 96 skadas [15]

### September
- 20 september – 5.5 inch regn faller över Duluth i Minnesota, USA inom 10 timmar [16].

### Oktober
- 19 oktober – En köldvåg drabbar Minnesota, USA [17].

### December
- December
  - Nordnorge tangerar sitt rekord från 1929 för varmaste decembermånad [18]
  - Stora delar av Norrland och Svealand i Sverige upplever en mycket mild decembermånad [19].
- 8 december - En isstorm gör att flygplanet United Airlines Flight 553 Boeing 737 mellan Washington och Chicago i USA havererar vid landningen på Chicago Midway Airport, och 43 av 61 personer i flygplanet dödas [20]
- 13 december - Sverige upplever en ovanligt mild Luciadag med plusgrader på många håll, i sydvästra Götaland uppmäts upp till 8-10 °C. Regn faller på många håll, i norr med inslag av snö [21].
- 24 december – I Birdsville, Queensland, Australien uppmäts temperaturen +  49.5°, vilket blir Queenslands högst uppmätta temperatur någonsin [22].
- 25 december – Med 89.4 millimeter regn upplever Vancouver i British Columbia, Kanada sin våtaste dag någonsin [23].
- 30 december - Från fartyget Weather Reporter på Atlanten noteras den högst uppmätta vågon någonsin, 26 meter [24].
- 31 december - Minnesota, USA drabbas av en svår snöstorm på nyårsafton och försvårar nyårsfirandet [2].

### Okänt datum
- SMHI sotterar bort ändelsen -lek från ordet "väderlek" [25].

## Födda
- 9 februari – Linda Isacsson, svensk väderpresentatör och programledare.
- Okänt datum – David M. Roth, amerikansk meteorolog.

## Avlidna
- 12 april – Neil B. Ward, amerikansk meteorolog.

### Fotnoter
1. ↑  National Climate Extremes Committee Arkiverad 29 augusti 2009 hämtat från the Wayback Machine.. National Climatic Data Center. Läst 4 februari 2011.
2. 1 2  Famous Minnesota Winter Storms (Listed Chronologically) Arkiverad 7 januari 2009 hämtat från the Wayback Machine.
3. ↑  "Thousands Missing in Iran Snow", Oakland Tribune, February 10, 1972, p1
4. ↑  Mel Goldstein, The Complete Idiot's Guide to Weather (Alpha Books, 2002), p37
5. ↑  ”Buffalo Creek Disaster”. West Virginia Division of Culture and History. http://www.wvculture.org/history/buffcreek/bctitle.html. Läst 27 april 2005.
6. ↑  "Plane hits residence, killing 17", Syracuse Herald-Journal, March 4, 1972, p1
7. ↑  Thomas P. Grazulis, The Tornado: Nature's Ultimate Windstorm (University of Oklahoma Press, 2001), pp264–265
8. ↑  "Eight Drown as Flood Rips Town", Oakland Tribune, May 12, 1972, p1
9. 1 2  ”Arkiverade kopian”. Arkiverad från originalet den 26 juli 2010. https://web.archive.org/web/20100726102347/http://www.climate.umn.edu/pdf/day_in_weather_history/june_wx_history.pdf. Läst 16 februari 2011.
10. ↑  "110 Dead in Worst U.S. Flood – 370,000 Homeless In 5 States", San Antonio Light, June 25, 1972, p1; James F. Miskel, Disaster Response and Homeland Security: What Works, What Doesn't (Praeger Security International, 2006), pp58–62
11. 1 2  ”Arkiverade kopian”. Arkiverad från originalet den 21 juli 2010. https://web.archive.org/web/20100721153842/http://climate.umn.edu/pdf/day_in_weather_history/july_wx_history.pdf. Läst 16 februari 2011.
12. ↑  ”SMHI”. Arkiverad från originalet den 4 mars 2016. https://web.archive.org/web/20160304203939/http://www.smhi.se/nyhetsarkiv/tropiska-natter-1.11931. Läst 2 februari 2011.
13. ↑  Heidi Knapp Rinella, Nevada: Off the Beaten Path (Globe Pequot Press, 2007), p45
14. ↑  SMHI Arkiverad 26 augusti 2010 hämtat från the Wayback Machine.
15. ↑  "Seven Die As 80 Vehicles Crash In Calif. Dust Storm", Charleston (W.V.) Daily Mail, August 28, 1972, p1
16. ↑  ”Arkiverade kopian”. Arkiverad från originalet den 26 juli 2010. https://web.archive.org/web/20100726102501/http://www.climate.umn.edu/pdf/day_in_weather_history/september_wx_history.pdf. Läst 16 februari 2011.
17. ↑  ”Arkiverade kopian”. Arkiverad från originalet den 26 juli 2010. https://web.archive.org/web/20100726102332/http://www.climate.umn.edu/pdf/day_in_weather_history/october_wx_history.pdf. Läst 16 februari 2011.
18. ↑  MET
19. ↑  SMHI
20. ↑  "Chicago Jet Toll Grows To 55 Dead", Oakland Tribune, December 9, 1972, p1; "3 area residents reported dead, 4 missing, 7 homes destroyed in crash that killed 45", Southtown Economist (Chicago), December 10, 1972, p1
21. ↑  SMHI
22. ↑  ”Australian Temperature Extremes”. Bureau of Meteorology. 1 april 2009. http://www.bom.gov.au/climate/extreme/records/national.pdf. Läst 4 februari 2011.
23. ↑  ”Dan, Dan the Weatherman's Canadian Weather Trivia Page”. Arkiverad från originalet den 9 september 2013. https://web.archive.org/web/20130909001246/http://www.dandantheweatherman.com/cantriv.html. Läst 7 mars 2011.
24. ↑  SMHI
25. ↑  SMHI